# Cremastosperma megalophyllum
Cremastosperma megalophyllum R.E.Fr. – gatunek rośliny z rodziny flaszowcowatych (Annonaceae Juss.). Występuje naturalnie w południowej części Kolumbii, w Ekwadorze oraz w północnym Peru.

## Morfologia
PokrójZimozielone drzewo.
LiścieMają eliptyczny lub odwrotnie jajowaty kształt. Mierzą 20–45 cm długości oraz 10–17 cm szerokości. Nasada liścia jest ostrokątna. Blaszka liściowa jest całobrzega o spiczastym wierzchołku. Ogonek liściowy jest owłosiony i dorasta do 6–15 mm długości.
KwiatySą pojedyncze. Rozwijają się w kątach pędów. Działki kielicha mają owalny kształt i dorastają do 5–6 mm długości. Płatki mają okrągły kształt i osiągają do 13–15 mm długości.
OwoceTworzą owoc zbiorowy. Mają elipsoidalny kształt.

## Ochrona
W Czerwonej księdze gatunków zagrożonych został zaliczony do kategorii VU – gatunków narażonych na wyginięcie.